# Joe Skog
Johan Olov Erland "Joe" Skog, född 4 augusti 1902 i Västerljung, Södermanland, död 2 februari 1982 i Skärholmen, var en svensk yrkesmålare, målare och skulptör.  
Han var son till lantbrukaren Carl Axel Skog och Selma Vilhelmina Olsson och från 1932 gift med Emy Sigrid Sofia Pettersson. Skog utbildade sig i dekorationsmålning för Filip Månsson vid Tekniska skolan i Stockholm 1925–1928. Han medverkade i Höstsalongerna på Liljevalchs konsthall och en utställning på PUB i Stockholm samt HSB:s utställning God konst i alla hem. Hans konst består av stilleben och landskapsbilder.